# Грей, Сергей
Serghey Grey (настоящее имя — Сергей Спыну; род. 23 мая 1988, Бельцы) — российский клипмейкер, режиссёр и продюсер, известный по работе с Мари Краймбрери, Тиллем Линдеманном, Региной Тодоренко, Артуром Пирожковым, Владимиром Пресняковым-младшим, Ёлкой и другими.

## Биография
Сергей Грей родился 23 мая 1988 года в городе Бельцы. Карьеру клипмейкера начал в 2010 году.
Является постоянным режиссёром певицы Мари Краймбрери. Их работа началась с видеоклипа «Давай навсегда».
Клипы Грея «Алкоголичка» и «Зацепила» для Артура Пирожкова, набрали за 2019—2021 года больше 500 млн просмотров.
За 10 лет карьеры Грей снял более 300 клипов и 150 концертов. Среди клипов срежиссированных им такие как: «Зацепила», «На тату», «Пряталась в ванной» и много других.
В 2021 впервые срежиссировал концертный фильм для солиста группы Rammstein — Тилля Линдеманна метал-проекта Lindemann «Live in Moscow».
Грей и Линдеманн в 2021 году выпустили 22 минутный клип «ICH HASSE KINDER», который получил большое признание у зрителей и критиков, а также ряд премий и номинаций.
Грей работал с Полины Гагариной и Emin («В невесомости»), Zivert («Анестезия»), Ольги Бузовой и Насти Кудри («Нам будет жарко», «Принимай меня»), группы «Винтаж» («Новая жизнь», «Лалалэнд»), Ирины Дубцовой и Леонида Руденко («Москва-Нева»), Согдианы («Самый лучший день»), Natan («Довела», «Тратить»), Александра Буйнова («Утонувшее небо»), группы «Фабрика» («Могла как могла»), Кати Лель («Придумала»), Алины Артц («High Enough»), Ольги Романовской («Птица»).